# Sbeitla
Sbeitla (arabisch سبيطلة, DMG Subaiṭila) ist eine tunesische Stadt mit etwa 24.597 Einwohnern und Hauptort der gleichnamigen Delegation mit rund 75.245 Einwohnern im  Gouvernement Kasserine. In unmittelbarer Nähe der heutigen Stadt befinden sich die Ausgrabungen der römischen Stadt Sufetula.

## Lage
Sbeitla liegt in einer Höhe von etwa 520 bis 540 m ü. d. M. am nur wenige Wochen des Jahres wasserführenden Oued Sbeitla. Die Entfernung nach Tunis beträgt etwa 250 km (Fahrtstrecke) in nordöstlicher Richtung; die Stadt Kasserine ist rund 33 km in westlicher Richtung entfernt.

## Wirtschaft
Weite Teile des Gebiets der Delegation werden landwirtschaftlich genutzt (hauptsächlich Oliven und Mandeln). Früher wurde das Ölfeld von Douleb durch die ETAP ausgebeutet. Seit den 1980er Jahren spielt der Kulturtourismus eine gewisse Rolle im Wirtschaftsleben der Stadt.

## Geschichte

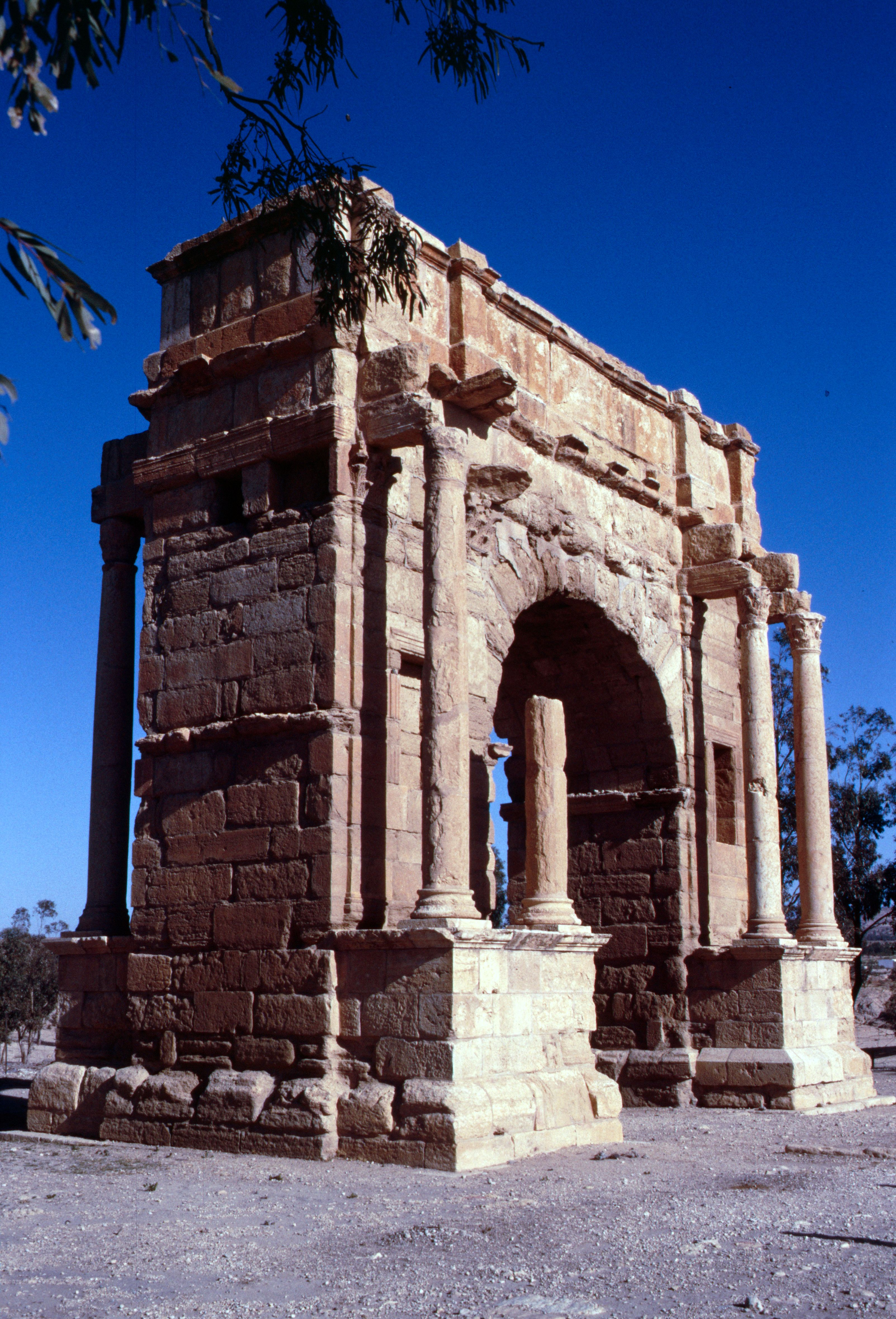
Triumphbogen des Diokletian

Bereits aus punisch-karthagischer Zeit wurden vereinzelte Spuren gefunden. Wahrscheinlich befand sich bereits vor der Stadtgründung der Römer in der zweiten Hälfte des 1. Jahrhunderts eine Berbersiedlung in der Nähe, die jedoch allmählich verschwand. In der Spätantike erlebte die Stadt einen Niedergang. Die Byzantiner stellten sich der muslimisch-arabischen Expansion entgegen und errichteten mehrere kleinere Kirchen und Kapellen; eine enthielt ein mosaikverziertes Taufbecken.
Im Zweiten Weltkrieg unter dem Vichy-Regime befand sich in Sbeitla ein Arbeitslager der Chantiers de la jeunesse française (Groupement 106).

## Sehenswürdigkeiten
Außer der Römerstadt Sufetula, dem byzantinischen Taufbecken und einer alten Straßenbrücke über das felsige Flussbett des Oued Sbeitla hat die Stadt keinerlei historisch oder kulturell bedeutsame Sehenswürdigkeiten.